# Château de Richelieu

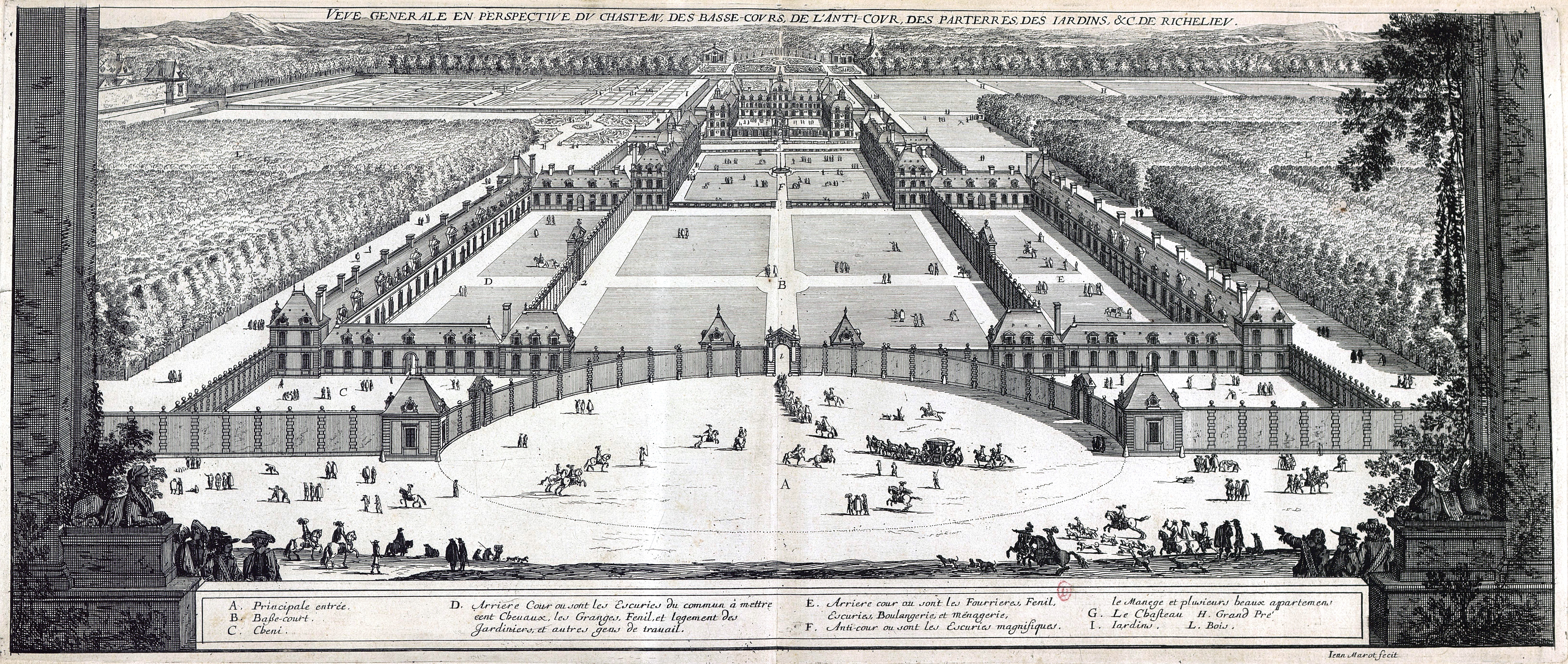
Perspectiva general en Le Magnifique Chasteau de Richelieu..., de Jean Marot (ca. 1657)

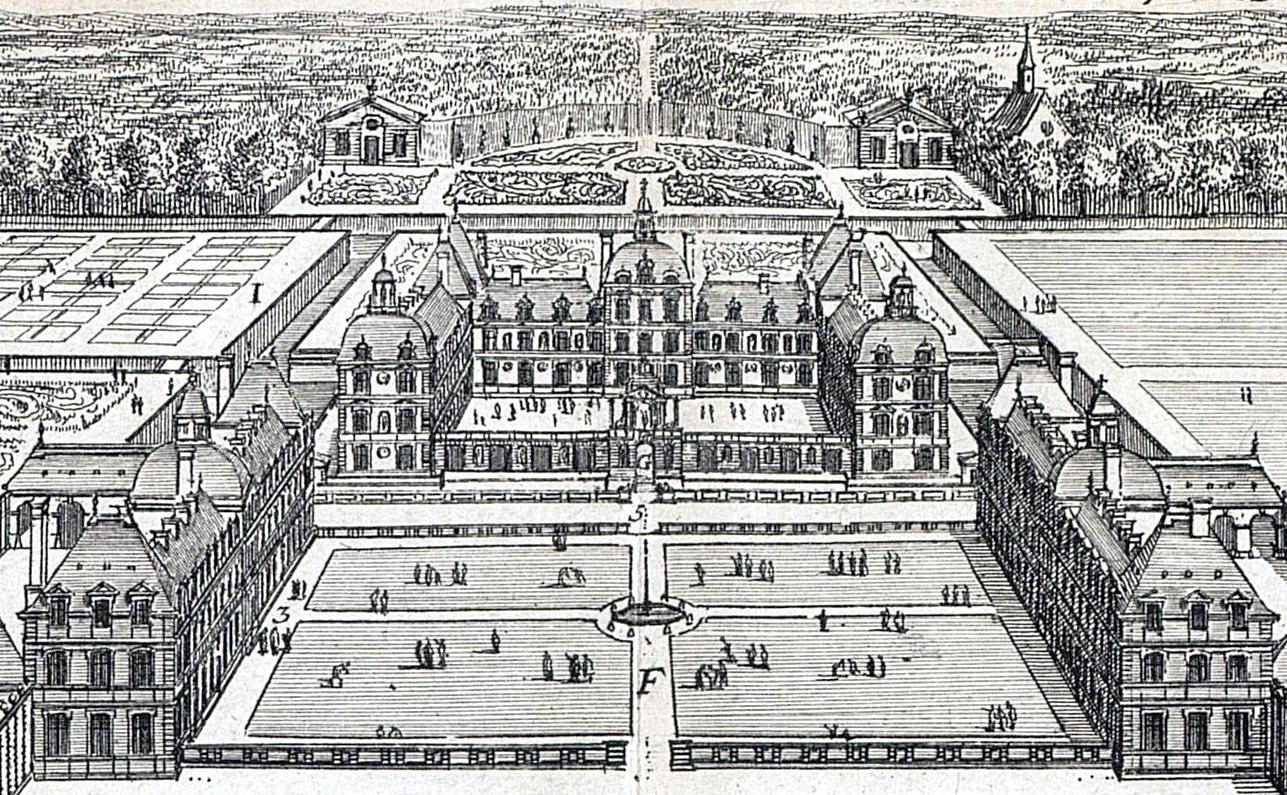
Idem, detalle.

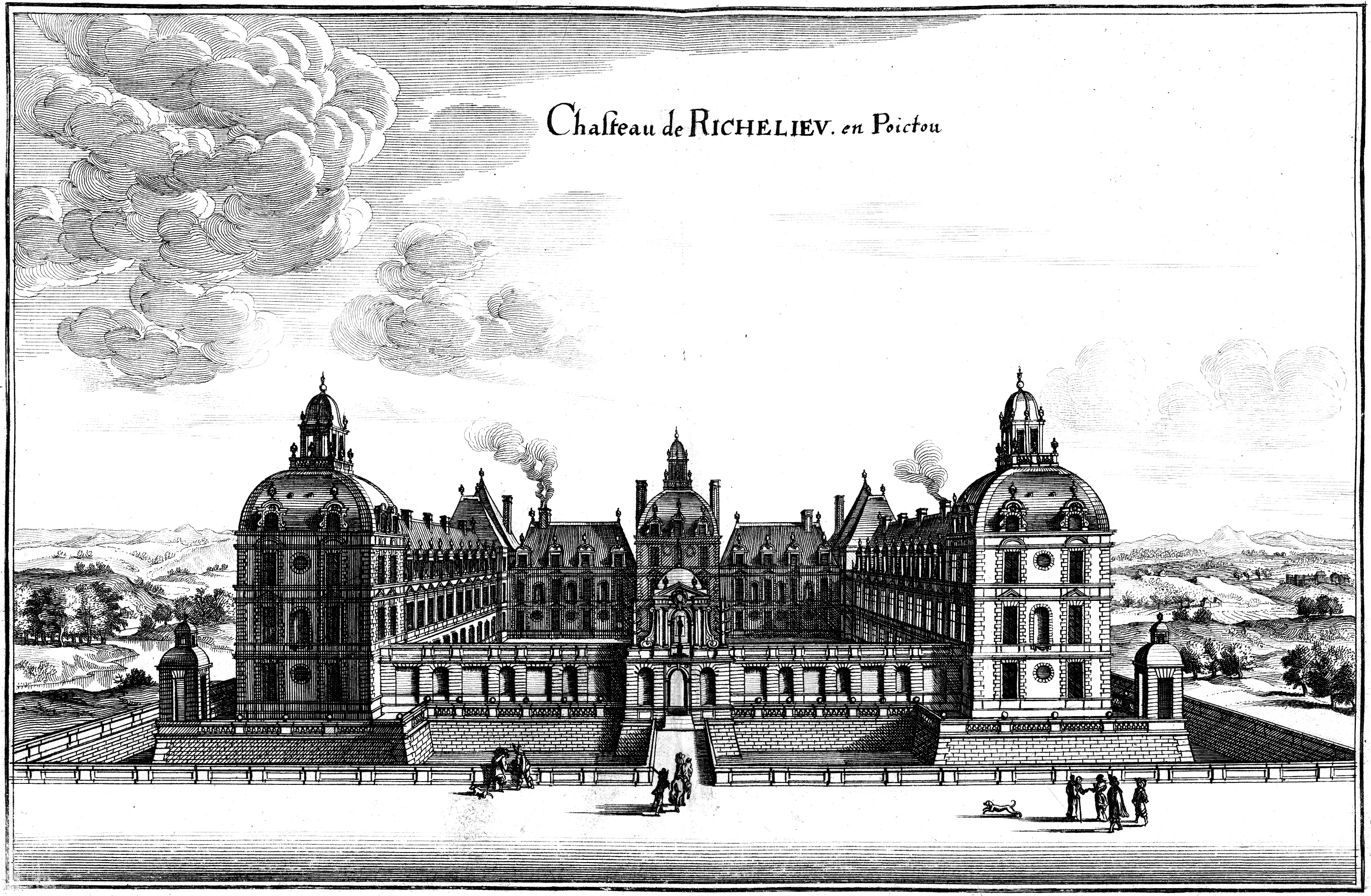
Grabado en la Topographia Galliae.

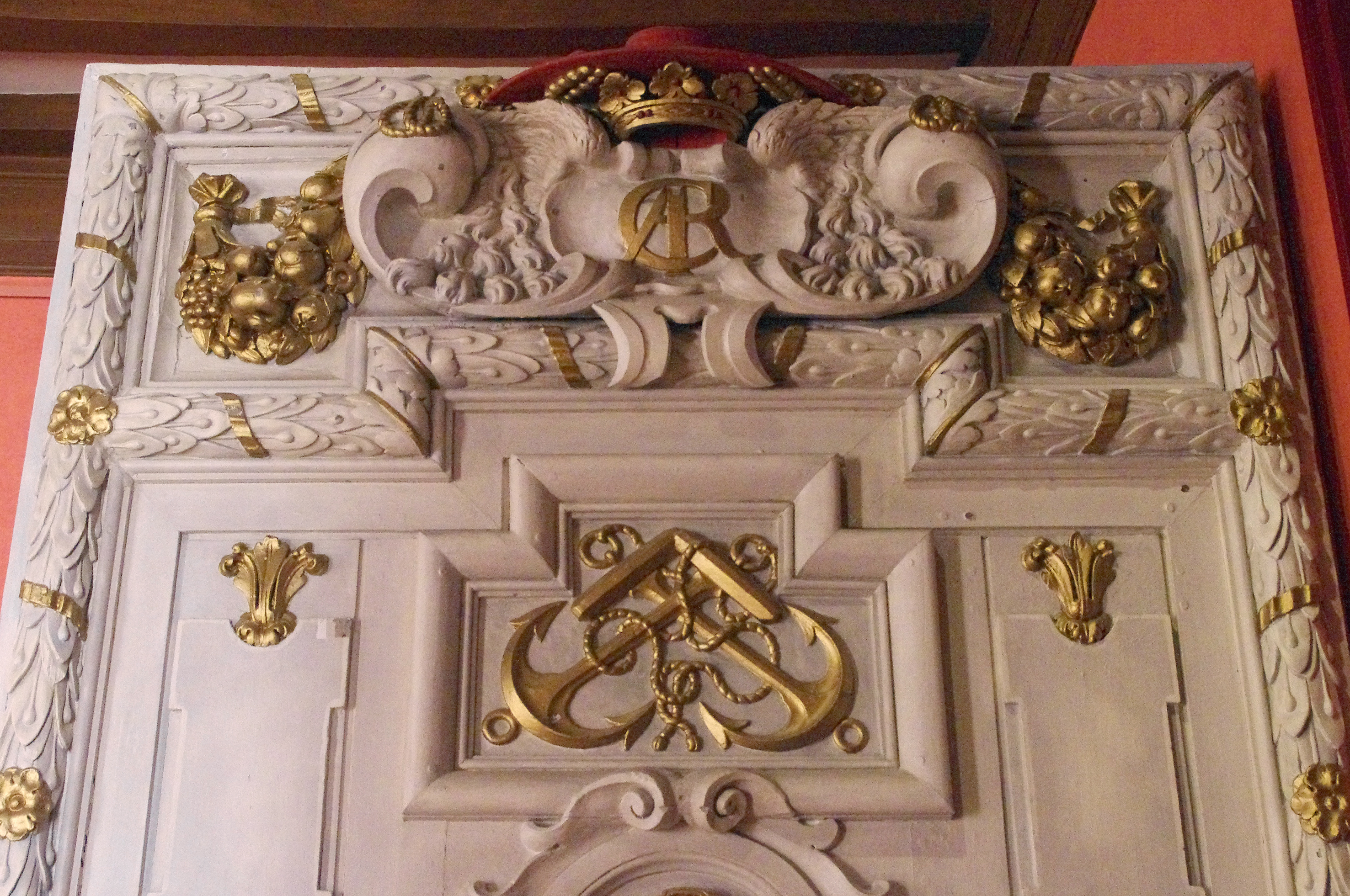
Detalle de una puerta proveniente del château, hoy en el museo municipal.

El château de Richelieu fue un enorme château francés, hoy desaparecido, construido entre 1631 y 1642 por orden del cardenal Richelieu sobre el solar de sus antepasados, la mansión familiar de los du Plessis, entre el Poitou y la Turena. Estaba situado en la actual localidad de Richelieu (Indre-et-Loire), al sur de Chinon y al oeste de Sainte-Maure de Touraine. Las principales edificaciones fueron desmontadas en 1805 para reutilizar sus materiales de construcción, quedando muy pocos restos en la actualidad, ahora un parque al sur de la ciudad, rodeado de terrenos agrícolas.
El lugar fue declarado monumento histórico en septiembre de 1930.

## Historia
Richellieu ordenó la construcción de un château junto con una nueva "ciudad modelo" en el lugar donde había transcurrido su juventud, el solar de sus antepasados, que compró como un duché-pairie en agosto de 1631. Encargó el proyecto y la obra al arquitecto Jacques Lemercier, a quien ya había confiado la construcción de la Sorbona y el hôtel Richelieu en París, el llamado Palais Cardinal (lo que hoy es el Palais-Royal).
Con permiso del rey Luis XIII, Richelieu mandó construir una ciudad amurallada con planta en damero, que incluía la modesta casa de su infancia, un palacio adyacente (el propiamente llamado Château de Richelieu) rodeado por fosos ornamentales y grandes muros que incluyen una serie de courts de entrada hacia la ciudad y, en el lado opuesto, grandes jardines formales de parterres y paseos con vistas de plano axial, una fuente circular central y vistas hacia una exedra limitada por árboles que la circundan; una avenida en corta los bosques extendiéndose hacia el horizonte. Los lugares "de placer" están rodeados por el bosque; tales innovaciones se siguieron y extendieron en Vaux-le-Vicomte y los jardines de Versalles, dado que el padre de André Le Nôtre fue empleado por Richelieu en 1629, y pudiera ser que el propio André en su juventud también trabajara junto a su padre. La construcción tuvo lugar entre 1631 y 1642 (el año de la muerte del Cardenal), y empleaba cerca de dos mil trabajadores.
En su château, el Cardenal acumuló una de las mayores colecciones de arte de toda Europa, particularmente la mayor colección de escultura romana antigua, al menos en Francia.
Tras un periodo de declive, el siglo XIX se desmanteló, no por razones políticas, sino inmobiliarias: fue vendido piedra a piedra, como material de construcción; pudiéndose reconocer elementos arquitectónicos reutilizados en las granjas de la zona.

### En la actualidad
Los jardines amurallados permanecen, y se usan como parque público. Pocos restos de los edificios se conservan, como los puentes sobre los fosos, la "Puerta de Honor", y algunos edificios de servicio; uno de estos se usa como museo y centro de información, y acoge pinturas y maquestas del palacio. Sus muros están cubieros de graffiti grabados por visitantes desde al menos 1905, destacando los de los periodos de ambas guerras mundiales, algunos de los cuales son de personas que llevaban el apellido Richelieu.

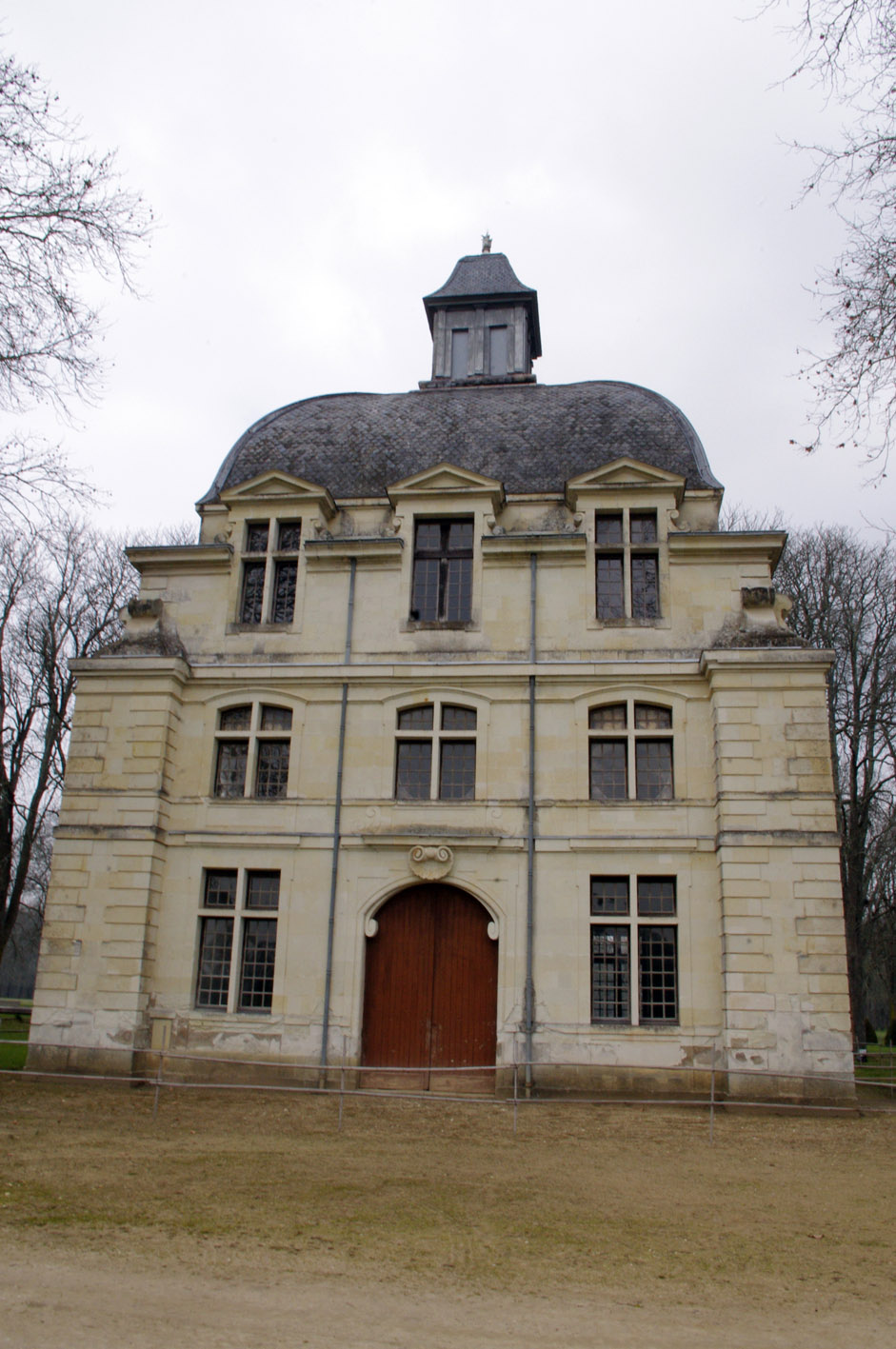
Pabellón central de los establos (el ala fue demolida ca. 1900).
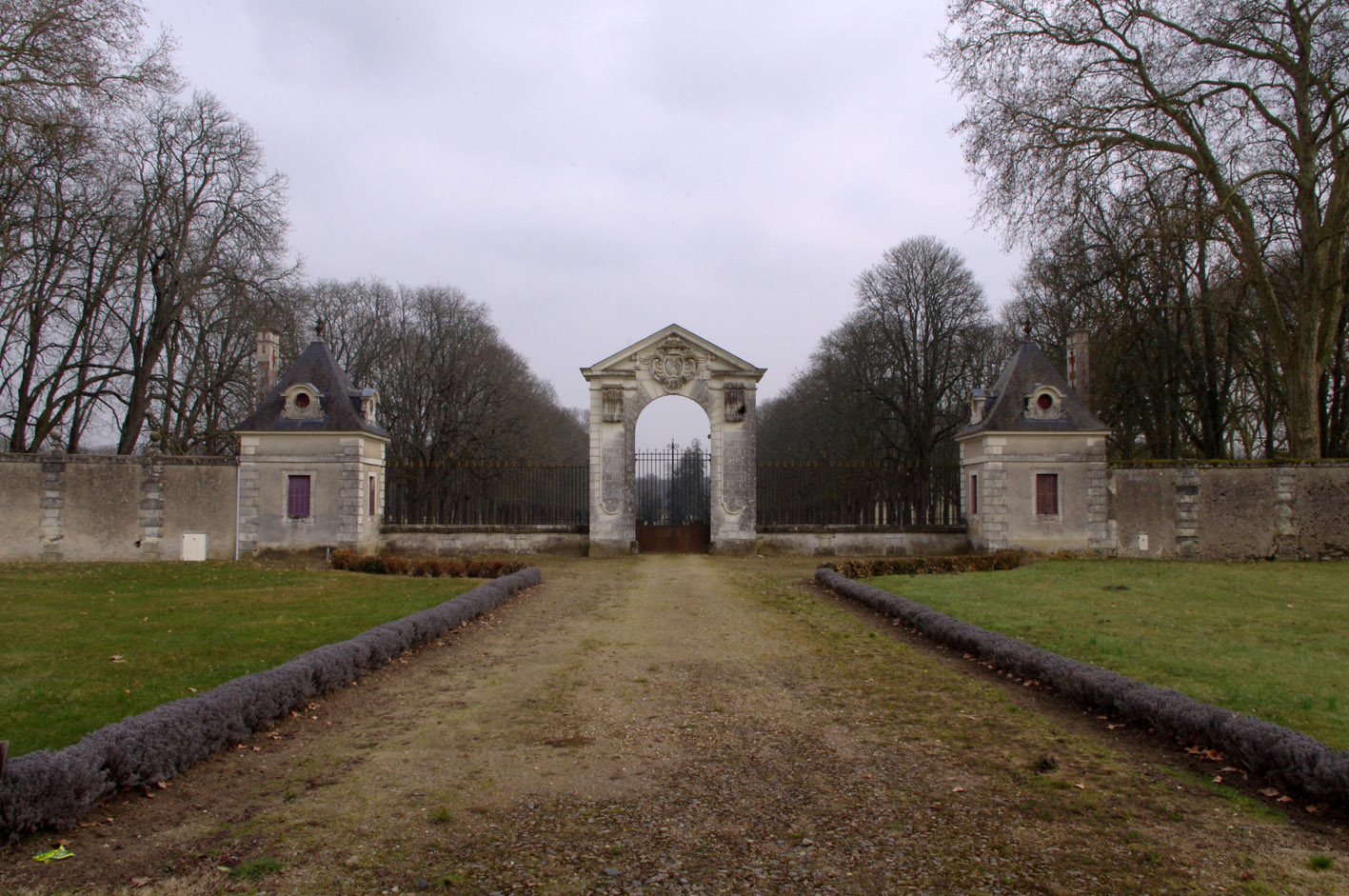
Gran hemiciclo de la entrada (se conservan los pabellones y la puerta).
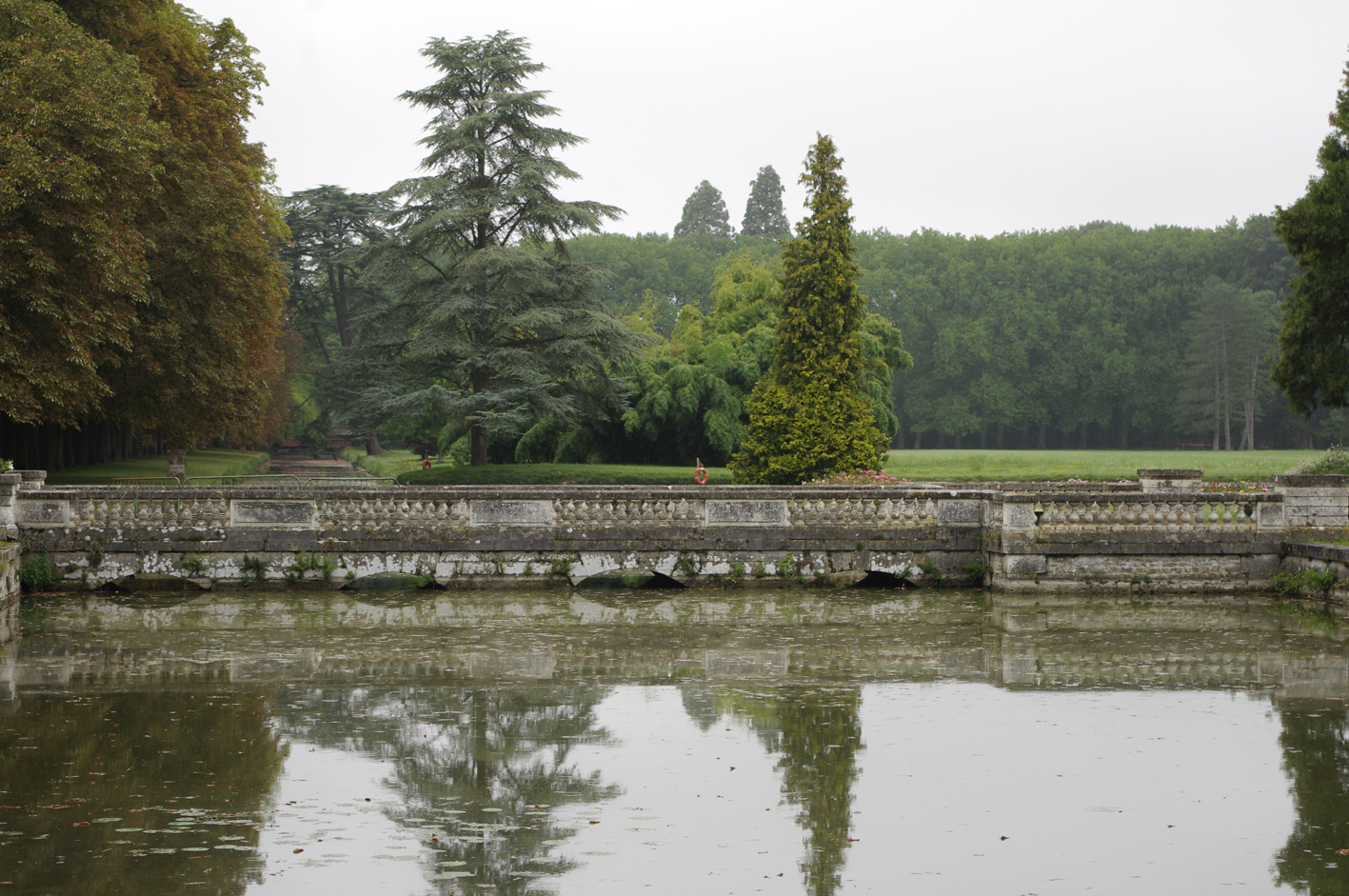
Puente de acceso a los jardines (en la actualidad, una rosaleda).
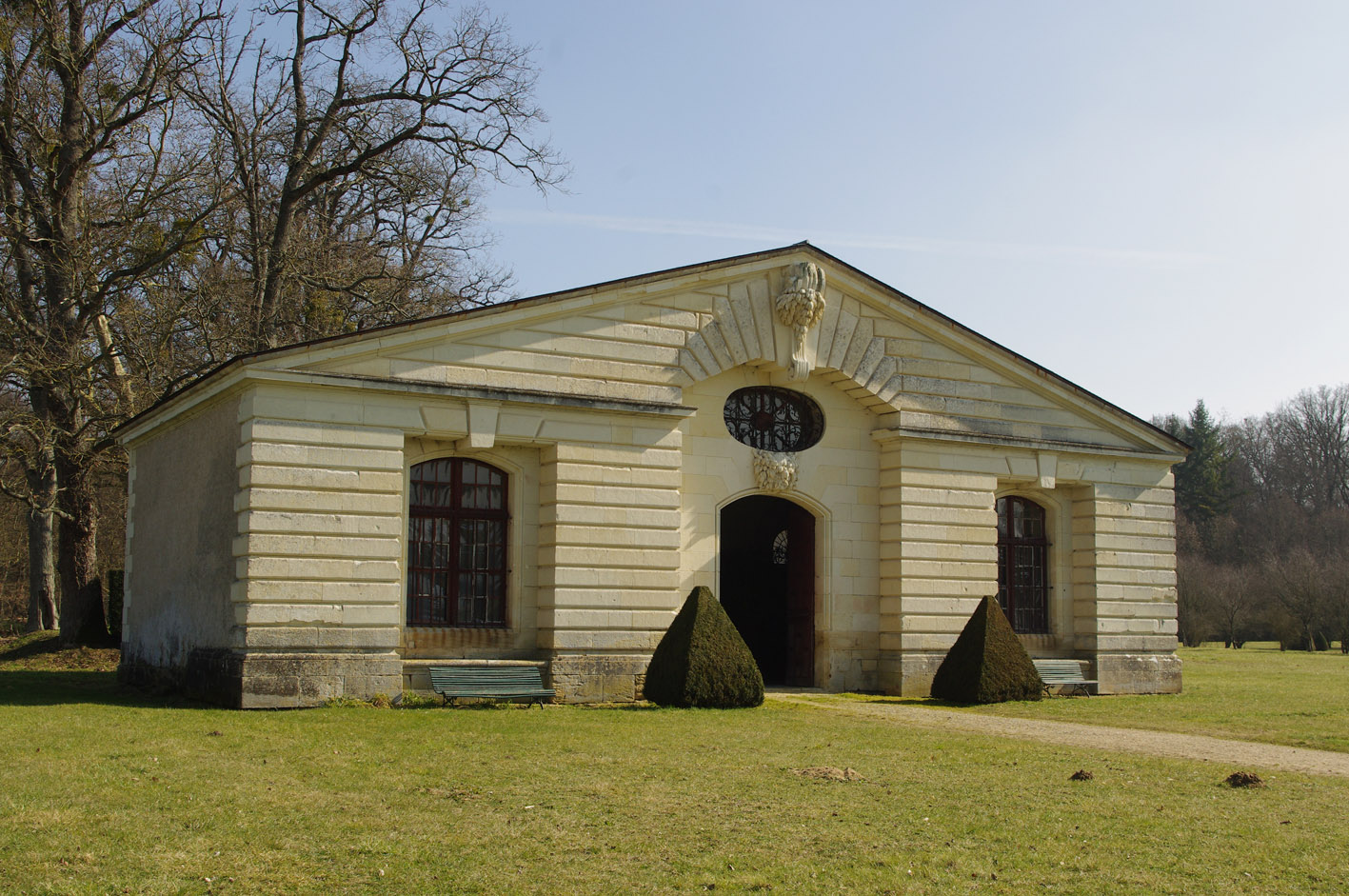
Pavillon de l'orangerie.
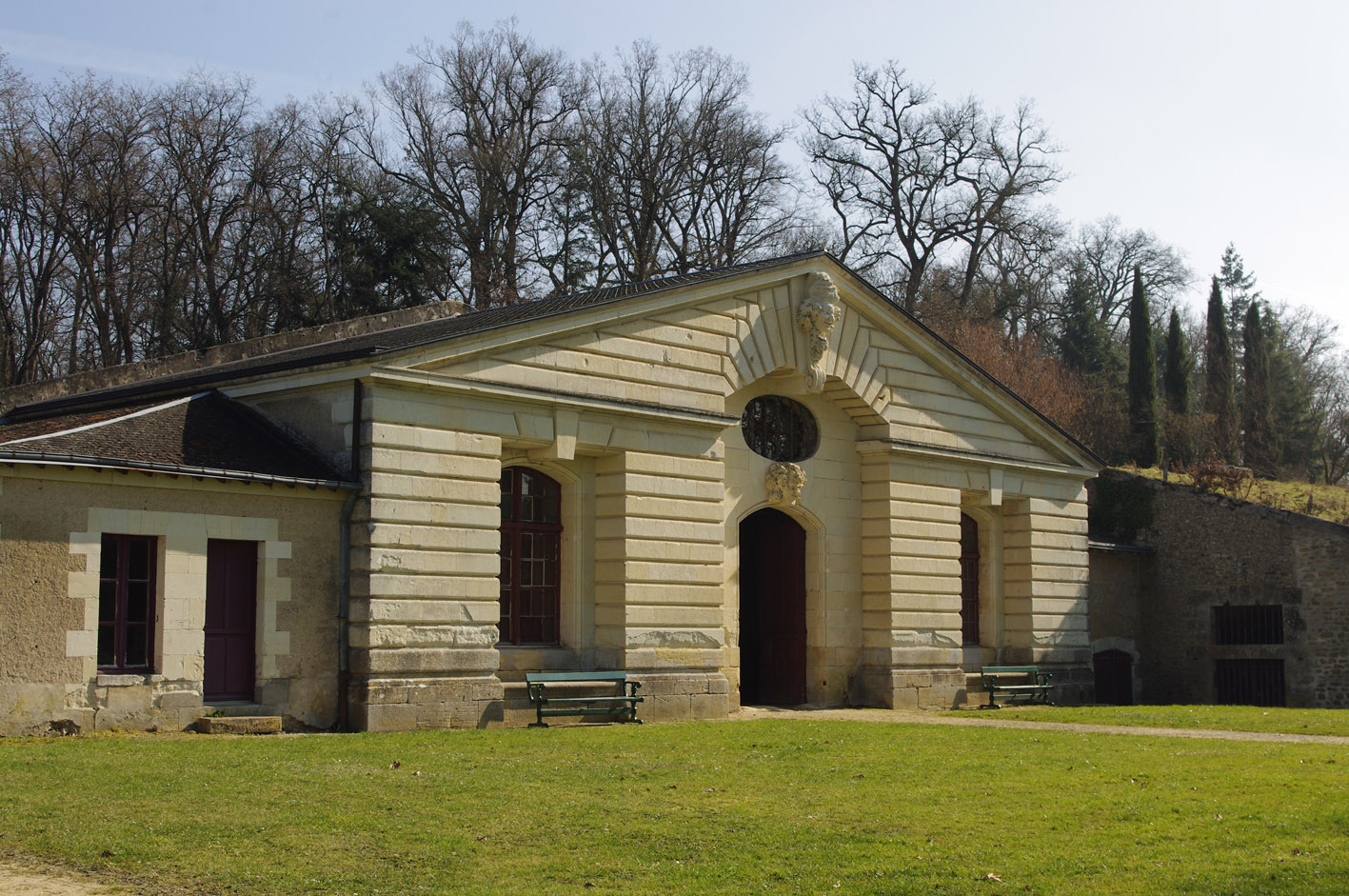
Pavillon du chai et des caves (bodegas).

### Ciudad de Richelieu

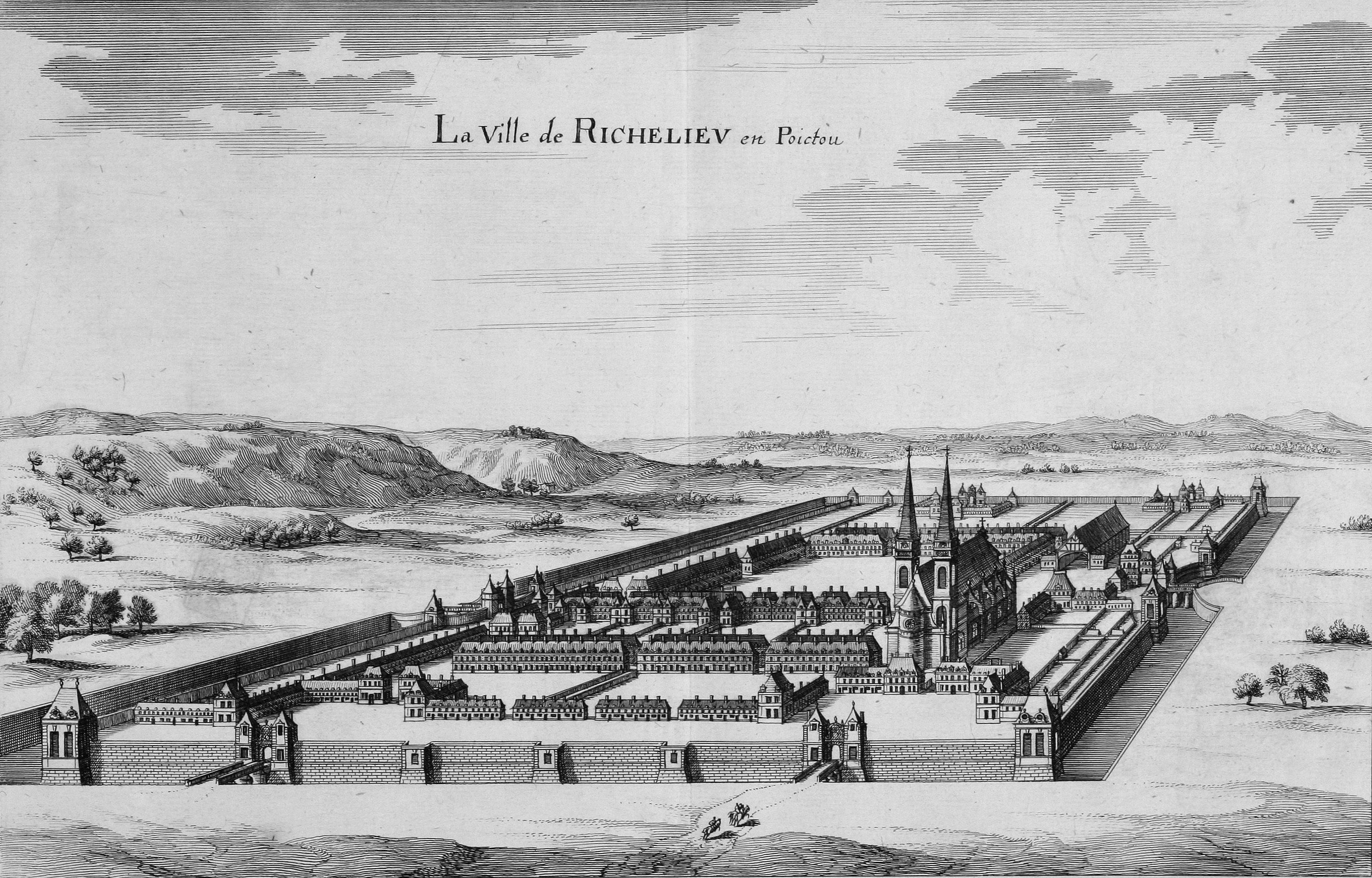
La ville de Richelieu en Poictou, grabado de Matthäus Merian, 1657.

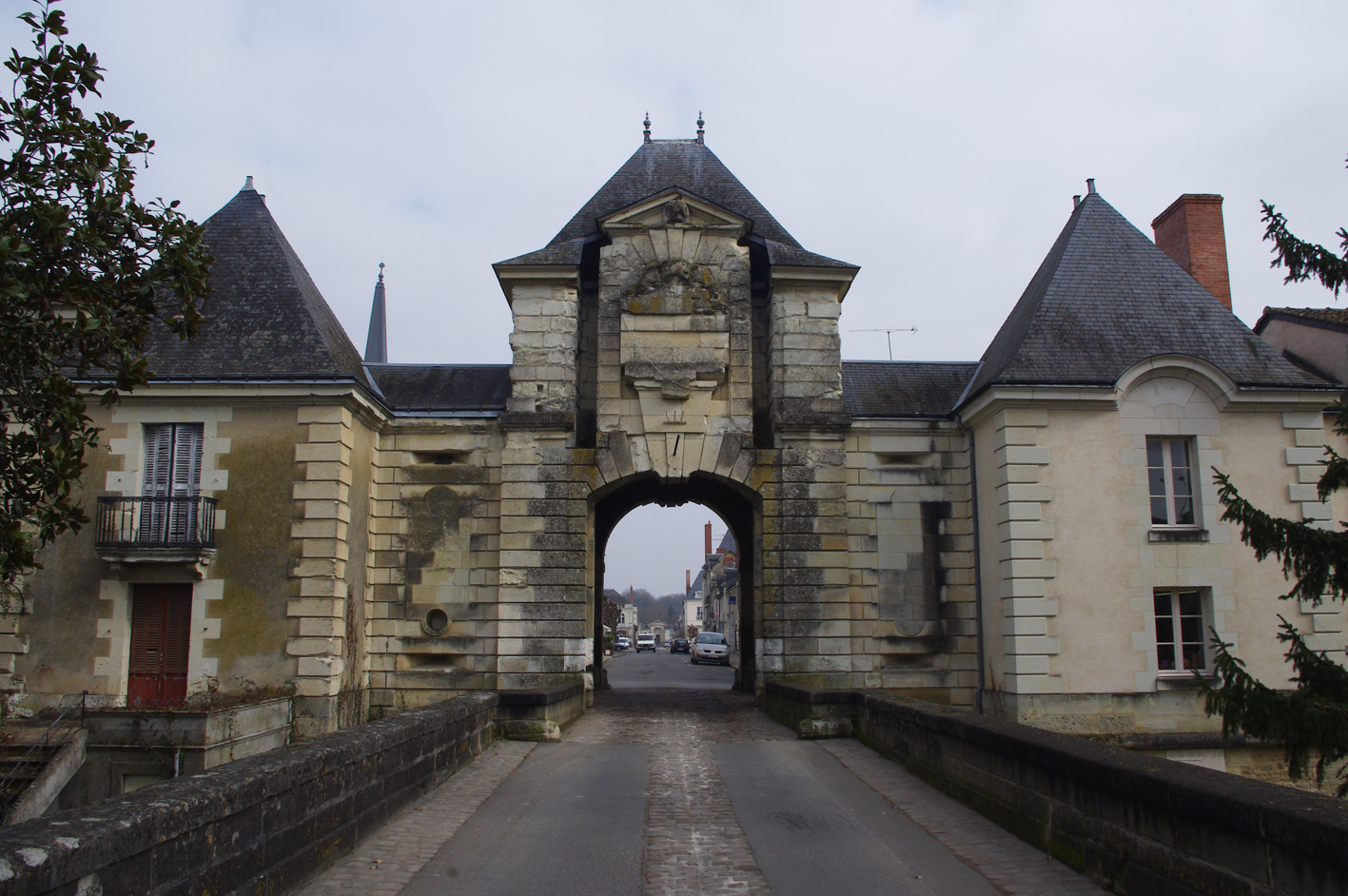
Porte de Loudun.

Aunque el château se destruyó, la ciudad permanece esencialmente tal como era en el siglo XVII. Contrariamente a otras nuevas ciudades de la misma época (Charleville, Henrichemont), con construcciones posteriores, la ville de Richelieu constituye un ejemplo único del urbanismo de esta época. La ville y su château, vinculados en un mismo programa y nacidos de la ambición del cardenal, presentan particularidades notables en relación con los modelos urbanos anteriores y contemporáneos.

## Colección de arte del cardenal
Además de la colección de antigüedades romanas restauradas y vasos de pórfido, destacan los Esclavos de Miguel Ángel (Esclavo moribundo y Esclavo rebelde, ambos hoy en el Museo del Louvre) y los cuadros provenientes del Studiolo di Isabella d'Este que el cardenal compró a los Gonzaga en 1627 (cuadros de Mantegna, Lorenzo Costa y Perugino, también en el Louvre), que hizo completar con tres bacanales pintadas por el joven Nicolas Poussin. Entre la pintura francesa destacan el ciclo de los cuatro elementos encargado a Claude Deruet para decorar el cabinet de la Reine, y la serie de evangelistas y padres de la Iglesia de Martin Fréminet (anteriores a la construcción, estaban destinados inicialmente a la capilla del château de Fontainebleau, según Jacques Thuillier); ambos conjuntos se conservan actualmente en el Museo de Bellas Artes de Orleans.

Estatuas del château de Richelieu
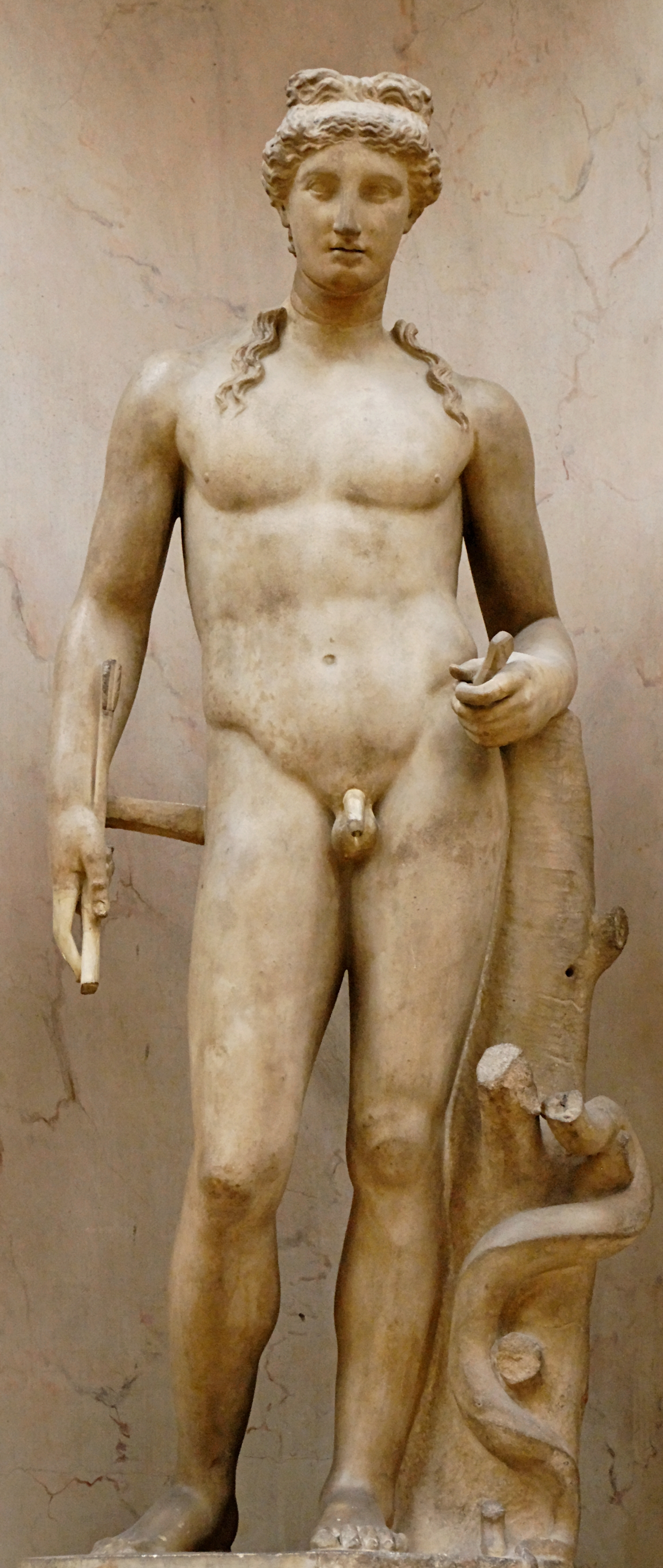
El llamado Apolo Richelieu, Louvre.
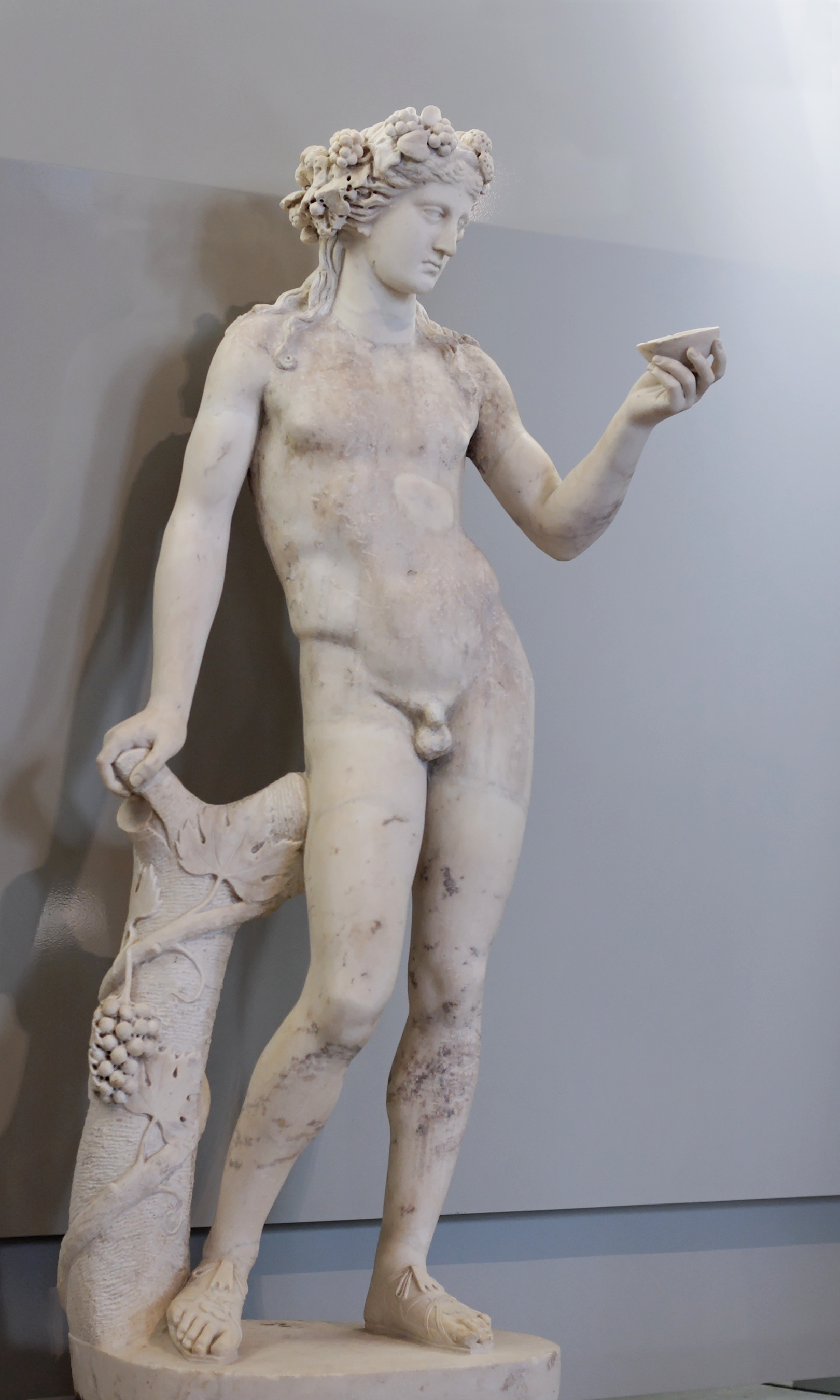
El llamado Dionisos o Baco Richelieu, Louvre.
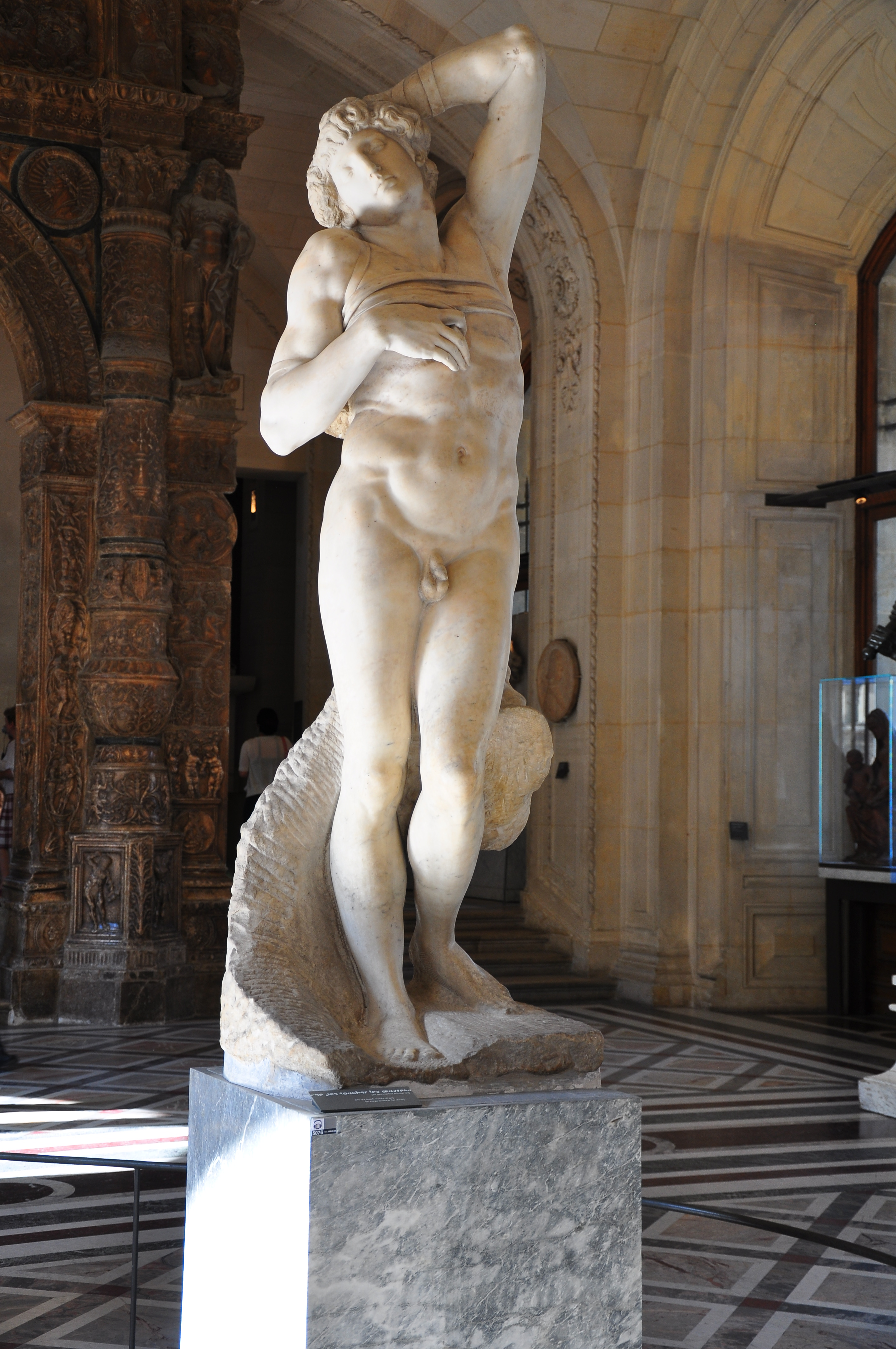
Esclavo moribundo, de Miguel Ángel, Louvre.
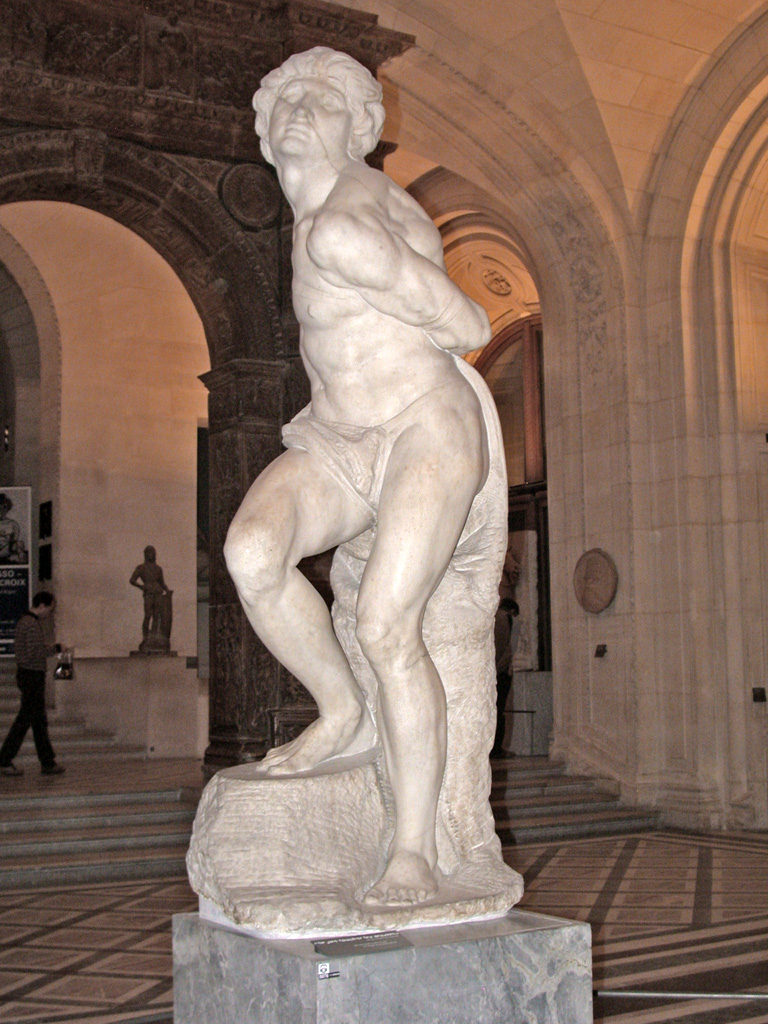
Esclavo rebelde, de Miguel Ángel, Louvre.

Pinturas del château de Richelieu
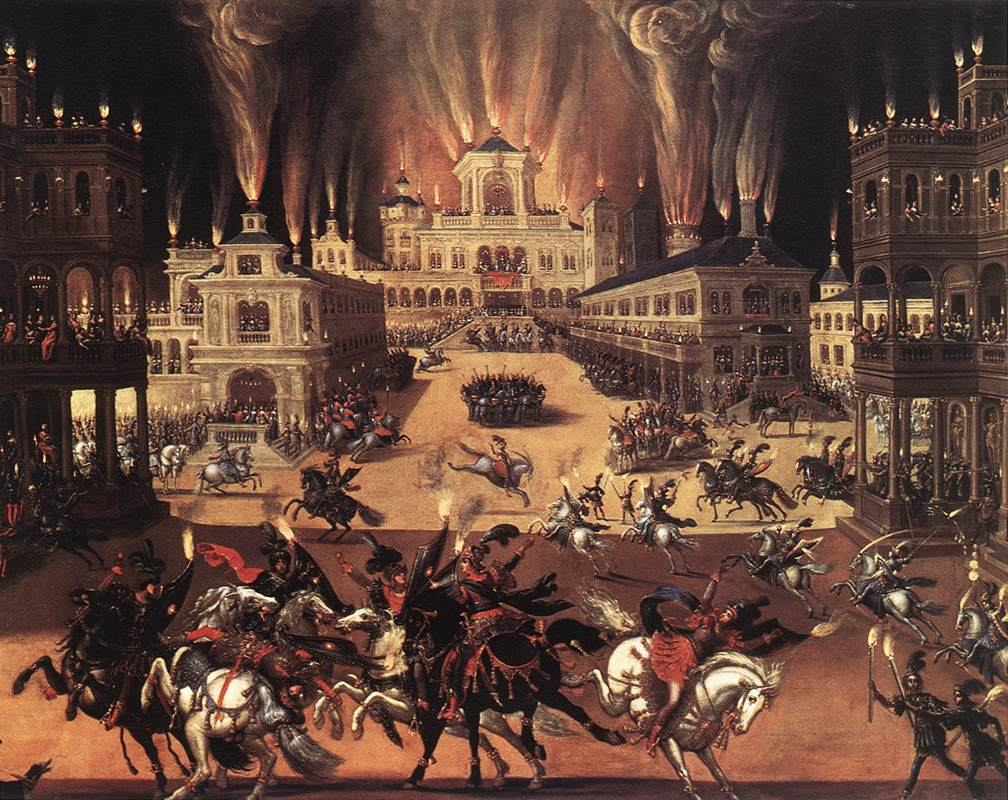
El fuego, de Claude Deruet; parte del ciclo de los cuatro elementos que decoraba el Cabinet de la Reine, Musée d'Orléans.
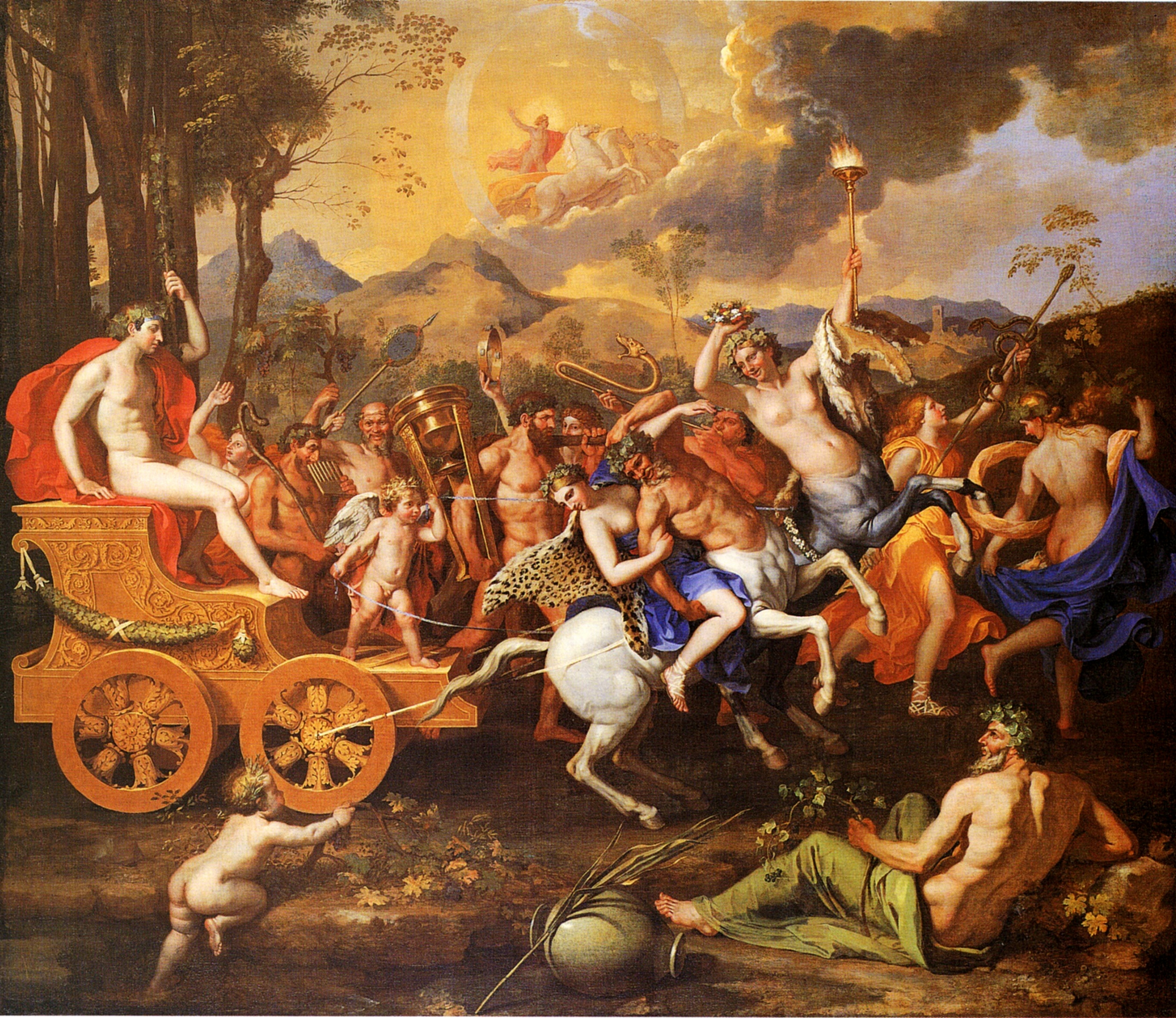
Triunfo de Baco, de Nicolas Poussin, Kansas-City, The Nelson-Atkins Museum of Arts.
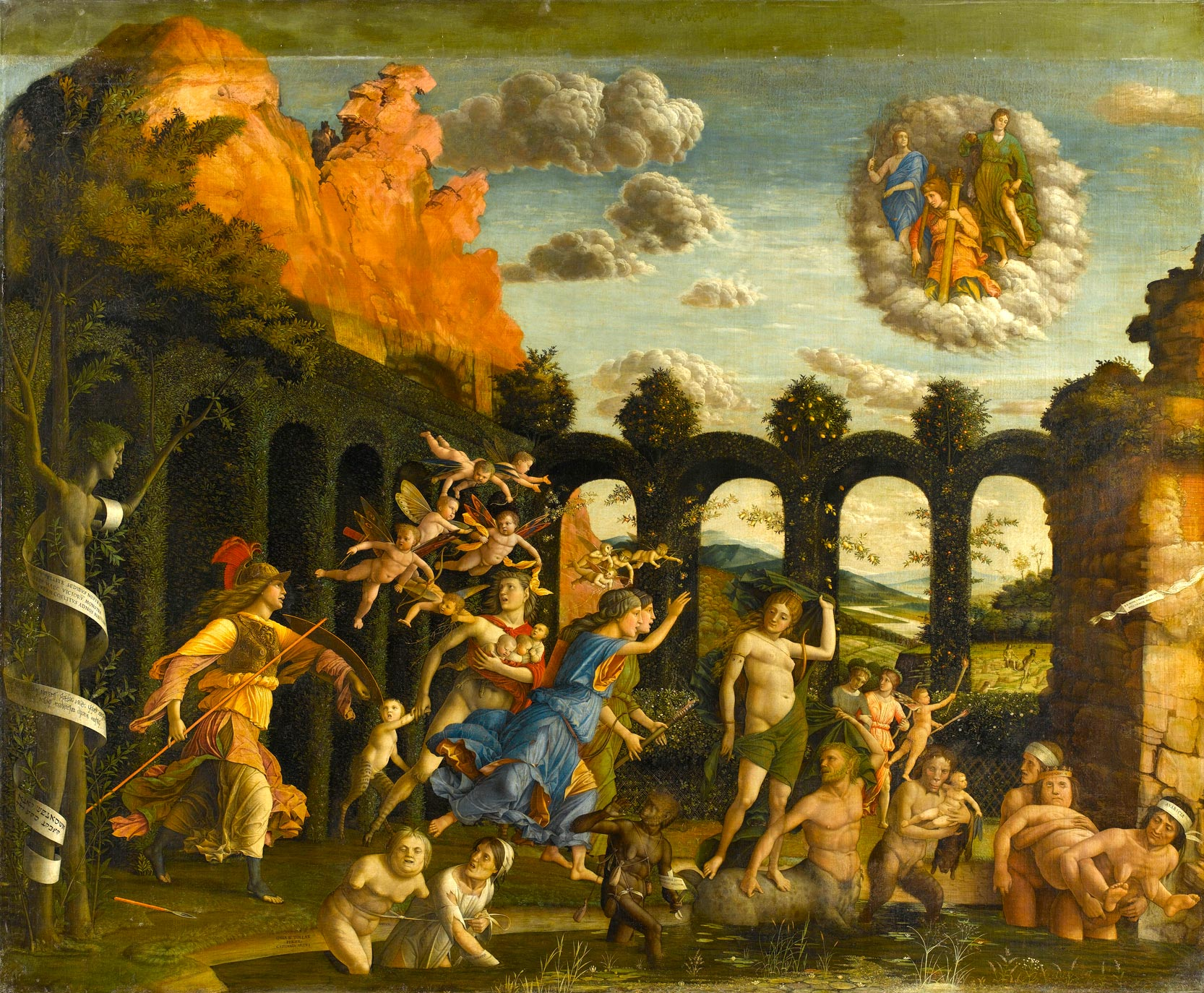
Minerva quitando los vicios del jardín de la virtud, de Andrea Mantegna, Louvre.
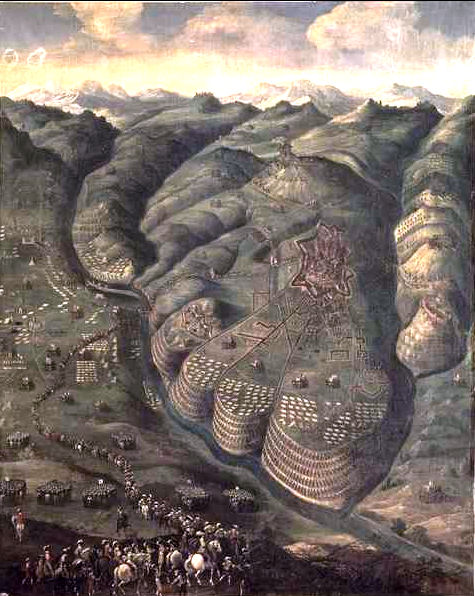
Asedio de Privas, atribuido a Nicolas Prévost, para la Galerie des Batailles del château, musée de Richelieu (en préstamo del palacio de Versalles).